# Кушинагар
Кушинагар је ходочаснички град у округу Кушинагар, индијске државе Утар Прадеш. 
То је важно будистичко место ходочашћа, где будисти верују да је Сидарта Гаутама постигао Паринирвану после смрти. То је међународно будистичко ходочасничко средиште. Следбеници будизма, посебно из азијских земаља, желе да посете ово место бар једном у животу. 

## Етимологија
Према једној теорији, Кушвати је био престоница Косала Краљевине и према Рамајани је подигао краљ Куш, син Раме, протагонисте епа Рамајана. Мада је према будистичкој традицији, Кушавати био назван пре краља Куша. Сматра се да име Кушвати настаје због обиља Куш траве пронађене у овом региону.

## Демографски подаци
Према индијском попису становништва из 2011. године, Кушинагар је имао укупно 22.214 становника, од чега су 11.502 мушкарци, а 10.712 жене. Број становника унутар старосне групе од 0 до 6 година је био 2897. Укупан број писмених у Кушинагару био је 15.150, што је чинило 68.2% становништва са 73.3% писменог мушког становништва и  62.7% писменог женског становништва. Ефективна стопа писмености становништва 7+ у Кушинагару била је 78,4%, од чега мушкараца 84,5%, а жена 71,9%. Кушинагар је у 2011. имао 3462 домаћинства.

## Историја
Садашњи Кушинагар идентификован је са Кусаватијем (у периоду пре Буде) и Кушинаром (у периоду после Буде). Кушинара је била главни град царства Мала који је био један од шеснаест махајанапада из 6. века пре нове ере. Од тада је остао саставни део некадашњих царстава Маурија, Шунга, Кушана, Гупта, Харша и Пала династија. 
У средњовековном периоду Кушинагар је био под заштитом Kultury Kings. Кушинара је и даље била живи град до 12. века п.н.е. и потом је изгубљена у забораву.  
Међутим, савремени Кушинагар добио је на значају у 19. веку након археолошких ископавања које је извршио Александар Канингам, први археолошки истраживач Индије, а потом Ц.Л. Карлајл који је открио главну ступу (хумку) и статуу лежећег Буде дугу 6,10 метара 1876. године. Ископавања је наставио почетком двадесетог века Ј. Ф. Вогел. Водио је археолошке кампање 1904-5, 1905-6 и 1906-7, откривајући богатство будистичких материјала. 
Чандра Свами, бурмански монах, дошао је у Индију 1903. и претворио храм Махапаринирвана у живу светињу. 
После независности, Кушинагар је остао део округа Деориа. Дана 13. маја 1994. године, постао је нови округ Утар Прадеш.

## Локација смрти и паринирване Гаутама Буде
1896. Вадел је сугерисао да се место смрти и паринирване Гаутама Буде налази у региону Рампурва. Међутим, према  Махајана Махапаринирвана Сутра, Буда је отпутовао у Кушинагар, тамо је умро, а овде је кремиран. Верује се да је током свог последњег дана ушао у шуму у близини града и радовао се процватима стабала сала (Shorea robusta) пре него што је легао да се одмори.
Савремена наука, заснована на археолошким доказима, верује да је Буда умро у Кушинагару, близу модерне Касије (Утар Прадеш).
Ашока је изградио храм и ходочасничко место како би обележио Будину паринирвану у Кушинагару. Хиндуистички владари Гупта царства (четврти до седми век) помогли су у великом проширењу ступе Нирвана и Кушинагара, градећи храм са лежећим Будом. Ову локацију су напустили будистички монаси око 1200. године пре нове ере, који су побегли како би избегли освајачку муслиманску војску, након чега је место пропало за време исламске владавине у Индији која је уследила. Британски археолог Алекандар Канингам поново је открио Кушинагар у касном 19. веку, а његов колега А.Ц.Л. Карлајл открио је слику Буде стару 1.500 година. Од тада је ово место постало важно ходочасничко место за будисте. Археолошки докази из 3. века пре нове ере указују да је локалитет Кушинагара био древно ходочасничко место. 

## Географија
Кушинагар је административни центар који се налази на 53 км источно од Горакпура на Националној магистрали-28, лежећи између географске ширине 26°45'N и 83°24'E. Горакпур је главна железничка станица за Кушинагар, док се аеродром цивилног ваздухопловства налази у месту Касија, 5 км удаљеном од Кушинагара, а тренутно се развија као међународни аеродром од стране владе Утар Прадеша и владе Индије.

## Туризам
Паринирвана ступа
Лежећи статуа Буде је унутар паринирвана ступе. Кип је дугачак 6,10 метара, а направљен је од монолитног црвеног пешчењака. Представља „Умирајућег Буду“ који лежи на десној страни лицем према западу. Постављен је на велико постоље од опеке са каменим стубовима на угловима.
Нирвана Чаитиа (главна ступа) 
Нирвана Чаитиа се налази одмах иза главног храма Паринирвана. Карлајл га је откопао 1876. године. Током ископавања пронађена је бакарна плоча која је садржавала текст „Нидана-сутре“ која је наводила да је плочу депоновао у Нирвана-Чаитију један Харибала, који је у храм поставио и статуу Нирване Буде.
Рамабар ступа је место кремирања Буде. Ова локација је 1.5 км источно од главног храма Нирване на путу Кушинагар-Деориа.
Храм Мата Куар - постављена је колосална статуа Буде, из једног блока који представља Буду који седи под "дрвом Боди" у пози познатој као "Bhumi Sparsh Mudra" (став додиривања Земље). Натпис на дну статуе може се датирати у 10. или 11. век.
Друга важна места
- Индо-Јапан-Шри Ланка храм: чудо будистичког архитектонског сјаја модерних времена.[23]
- Храм Ват Таи: велики комплекс изграђен на типично тајландско-будистички архитектонски начин.
- Рушевине и грађевине од опеке: око главног храма Нирване и главне ступе. То су остаци различитих манастира различитих величина грађених повремено у давно доба.
- Неколико музеја, паркови за медитацију и неколико других храмова заснованих на архитектури различитих источних држава.

## Влада и политика
Кушинагар спада под изборну јединицу Кушинагар Лок Саба за индијске опште изборе. Члан парламента из ове изборне јединице је Вијаи Кумар Дубеи из Индијске народне партије који је изабран на индијским општим изборима 2019. године. 
Од 2019. године члан законодавне скупштине (МЛА) из изборне јединице у Кушинагар је Рајникант Мани Трипати из Индијске народне партије. 

## Угледни људи
- Дарикшан Мишр, песник језика Бојпури
- Сашидананда Ватсијајан 'Агиеиа', угледни хинди писац
- Рам Нагина Мишра, бивша посланица Лок Сабе
- Балешвар Јадав, бивши посланик Лок Сабе
- Рајеш Пандеи, члан 16. Лок Сабе, такође је био члан законодавног већа у Утар Прадешу
- Р.П.Н. Синг, бивши члан парламента из Индијског националног конгреса, такође је био државни министар за путеве и саобраћај, државни министар за нафту и природни гас у кабинету бившег премијера, др Манмохана Синга.

## Галерија
- Бурмански храм у Кушинагару
- Храм Ват Таи
- Место дистрибуције реликвија Буде
- Тело Буде задржано је на овој локацији недељу дана, након што је постигао паринирвану.
- Статуа Гаутама Буде у Паринирвани, у храму Махапаринирвана
- Рамабар ступа саграђена је над делом Будиног пепела на месту где су га кремирали древни људи Мала.
- Рељеф на бази статуе будиста
- Камена плоча која упућује на место дистрибуције реликвија Буде